# Maisons des 112, 116 et 118 rue Henri-Chéron à Lisieux
Les maisons des 112, 116 et 118 rue Henri-Chéron sont trois édifices  situés à Lisieux, dans le département français du Calvados, en France. Construites à pans de bois, elles sont inscrites au titre des Monuments historiques.

## Localisation
Les monuments sont situés aux 112, 116 et 118 de la rue Henry-Chéron, à 400 mètres à l'ouest de la cathédrale Saint-Pierre, à proximité de la Touques.

## Architecture
Les maisons des 116 et 118 sont inscrites au titre des Monuments historiques depuis le 15 octobre 1931,, celle du 112 depuis le 20 novembre de la même année.

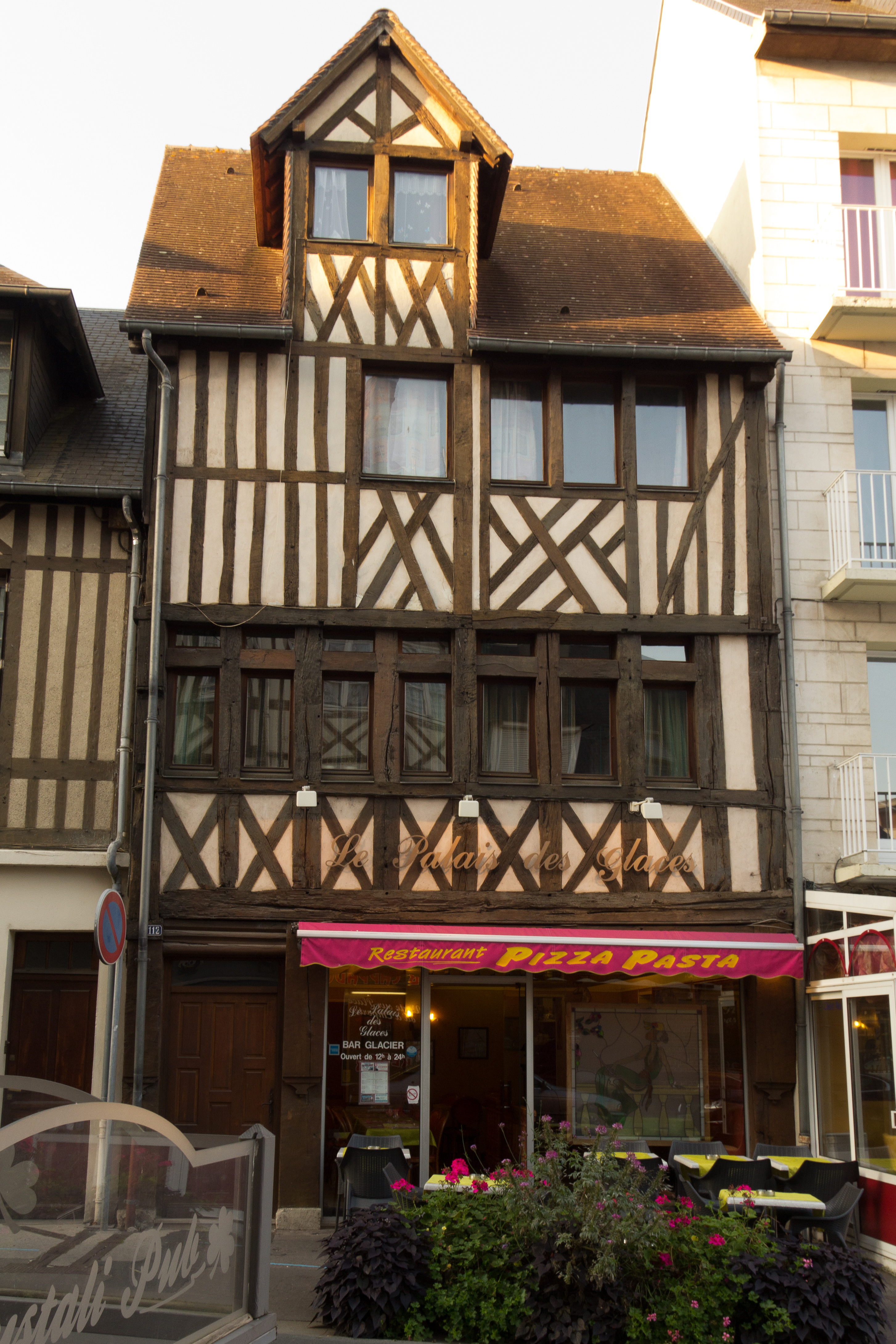
La façade du 112.
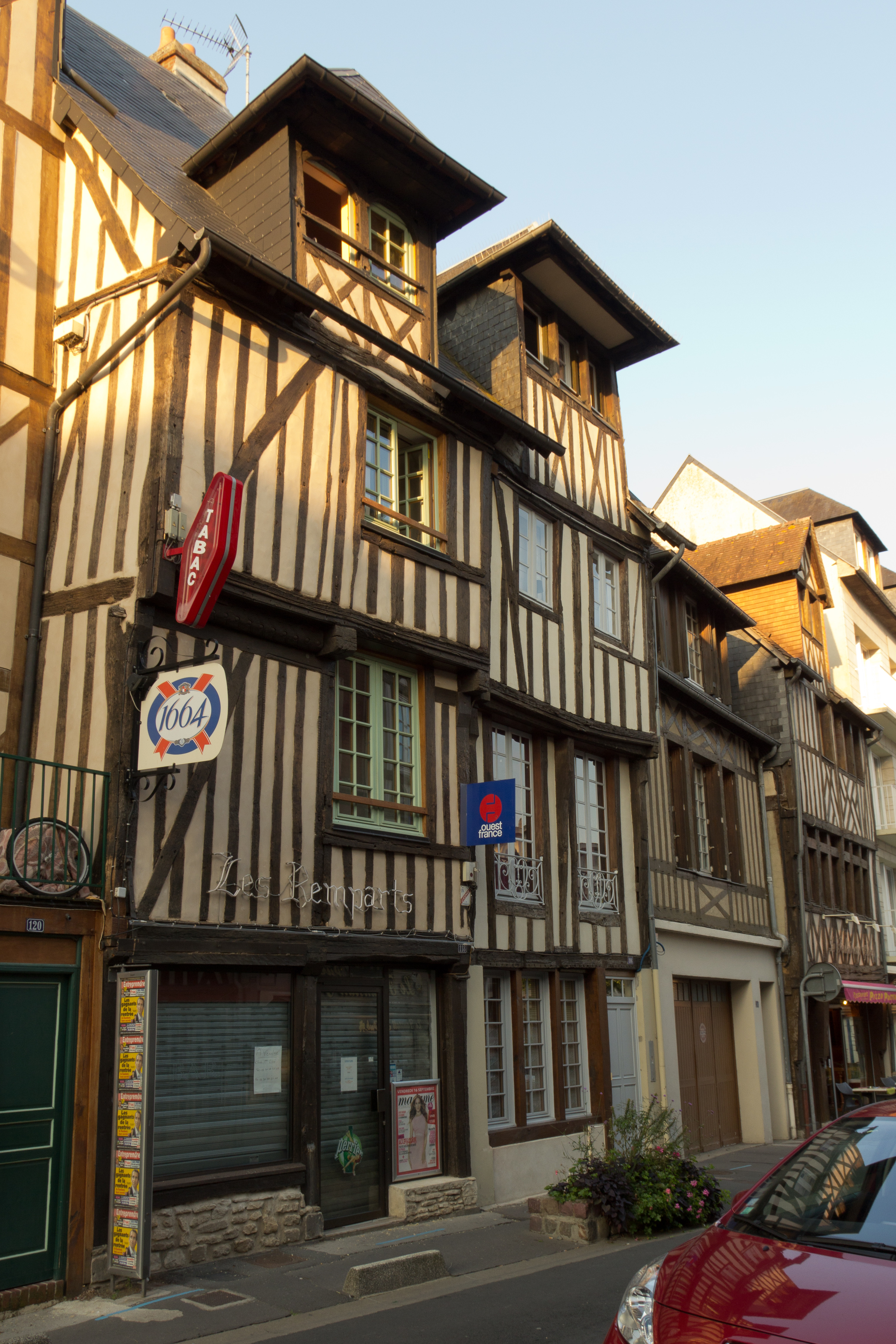
Les façades des 116 et 118.